# Jan Sobolewski
Jan Sobolewski (ur. 1799, zm. jesienią 1829 w Archangielsku) – polski działacz niepodległościowy, członek Towarzystwa Filomatów i Zgromadzenia Filaretów, znany w historii literatury głównie dzięki III części Dziadów Adama Mickiewicza.

## Życiorys
Jeden ze „spółuczniów, spółwięźniów, spółwygnańców” (obok Cypriana Daszkiewicza i Feliksa Kółakowskiego), któremu A. Mickiewicz dedykował III część "Dziadów". Jest on też jednym z bohaterów sceny I tego dramatu, zwanej sceną więzienną. Bohatera literackiego i jego pierwowzór wiąże nie tylko zbieżność imienia i nazwiska. W scenie osnutej na autentycznych wydarzeniach procesu wileńskiego, w całości poświęconej martyrologii młodzieży, w usta Jana włożył poeta opowiadanie o wywózce uczniów ze Żmudzi na Sybir. Poza wątkiem biograficznym w postawie bohatera odnajdujemy cechy pierwowzoru czyli człowieka, który nie załamał się w czasie procesu.
Ojciec Jana Sobolewskiego, Antoni, był dzierżawcą wsi Grochy w powiecie tykocińskim, w obwodzie łomżyńskim. W 1816 J. Sobolewski ukończył białostockie gimnazjum i wstąpił do seminarium nauczycielskiego Cesarskiego Uniwersytetu Wileńskiego na Wydział Matematyczno-Fizycznym. W 1817 otrzymał stopień kandydata filozofii, a w 1818 za postępy w nauce został nagrodzony nagroda pieniężną.
W czasie studiów utrzymywał się z guwernerki. 19 kwietnia 1819 został powołany do Związku Przyjaciół. Od 18 maja 1820 działał w Towarzystwie Filomatów, w którym już wcześniej zaliczał się do członków korespondentów. Pełnił funkcje – w Filomatach został członkiem Rządu Towarzystwa, a w Zgromadzeniu Filaretów – przewodnikiem Zielonego Grona. W kwietniu 1823 na łamach "Dziennika Wileńskiego" opublikował rozprawę "O piękności w budowlach" wygłoszoną wcześniej na zebraniu Towarzystwa.
Studia ukończył w 1821. Mimo złożenia egzaminów wymaganych do uzyskania magisterium nie otrzymał tego stopnia ze względu na wakat katedry filozofii. Władze uniwersyteckie zatrudniły go z dniem 13 września w podległym Wileńskiemu Okręgowi Naukowemu gimnazjum w Krożach na Żmudzi w charakterze nauczyciela fizyki, chemii i nauk przyrodniczych. Jan Sobolewski podjął próbę przeniesienia się do Wilna. Starania te zakończyły się fiaskiem.
Pracę pedagogiczną przerwało śledztwo i proces filomatów i filaretów. Nocą 18 listopada 1823 został aresztowany i przewieziony z Kroż do Wilna. Zeznawał trzykrotnie: 21 i 22 listopada 1823 oraz 2 lipca 1824 – już z wolnej stopy. Wyrokiem zatwierdzonym przez cara Aleksandra I 26 sierpnia 1824 został skazany na "służbę w oddalonych guberniach". 5 listopada opuścił (wraz z Adamem Mickiewiczem) Wilno, a 21 listopada przybył do Petersburga. Zgodnie z dołączoną do wyroku adnotacją oraz własną prośbą został wcielony do petersburskiego Korpusu Komunikacji Wodnej, a po złożeniu egzaminów w lutym 1825 otrzymał nominację oficerską i skierowany został do Wytergi w guberni ołonieckiej. W 1827 awansował do stopnia podporucznika.
Ostatnią posadą, jak przypuszcza Ignacy Domeyko, było stanowisko inżyniera komunikacji wodnej przy jeziorze Ładoga w Petersburgu.